# مفهوم قياس المال
مفهوم قياس المال ينص على أنه يجب على الشركة تسجيل معاملة محاسبية فقط إذا أمكن التعبير عنها من حيث المال. وهذا يعني أن تركيز المعاملات المحاسبية ينصب على المعلومات الكمية ، بدلاً من التركيز على المعلومات النوعية. وبالتالي ، فإن عددًا كبيرًا من العناصر لا ينعكس أبدًا في السجلات المحاسبية للشركة ، مما يعني أنها لا تظهر أبدًا في بياناتها المالية. تتضمن أمثلة العناصر التي لا يمكن تسجيلها كمعاملات محاسبية لأنه لا يمكن التعبير عنها من حيث المال:
مستوى مهارة الموظف
ظروف عمل الموظف
قيمة إعادة البيع المتوقعة لبراءة الاختراع
قيمة العلامة التجارية في المنزل
متانة المنتج
جودة دعم العملاء أو الخدمة الميدانية
كفاءة العمليات الإدارية
تنعكس جميع العوامل السابقة بشكل غير مباشر في النتائج المالية للشركة ، لأنها تؤثر على الإيرادات أو النفقات أو الأصول أو الخصوم. على سبيل المثال ، من المحتمل أن يؤدي مستوى عالٍ من دعم العملاء إلى زيادة الاحتفاظ بالعميل وزيادة الميل للشراء من الشركة مرة أخرى ، مما يؤثر بالتالي على الإيرادات. أو ، إذا كانت ظروف عمل الموظف سيئة ، فإن هذا يؤدي إلى زيادة معدل دوران الموظفين ، مما يزيد من النفقات المتعلقة بالعمل.
العيب الرئيسي في مفهوم قياس النقود هو أن العديد من العوامل يمكن أن تؤدي إلى تغييرات طويلة الأجل في النتائج المالية أو المركز المالي للشركة (كما أشرت للتو) ، ولكن هذا المفهوم لا يسمح بإدراجها في البيانات المالية. الاستثناء الوحيد هو مناقشة البنود ذات الصلة التي تدرجها الإدارة في الإفصاحات التي تصاحب البيانات المالية. وبالتالي ، من الممكن تمامًا عدم الكشف عن المزايا الأساسية الرئيسية للشركة ، والتي تميل إلى الحد الأدنى لتمثيل القدرة طويلة الأجل للشركة على جني الأرباح. العكس هو الحال عادة ، حيث يتم تشجيع الإدارة من خلال المعايير المحاسبية للكشف عن جميع الالتزامات الحالية أو المحتملة للعمل في الملاحظات المرفقة بالبيانات المالية. باختصار ، يمكن أن يؤدي مفهوم قياس النقود إلى إصدار البيانات المالية التي قد لا تمثل بشكل مناسب الاتجاه الصعودي المستقبلي للشركة. ومع ذلك ، إذا لم يكن هذا المفهوم مطبقًا ، فيمكن للمديرين إضافة أصول غير ملموسة بشكل صارخ إلى البيانات المالية التي ليس لها أساس يمكن دعمه.